# NGC 5441
NGC 5441 este o galaxie spirală situată în constelația Câinii de Vânătoare. A fost descoperită în 11 martie 1828 de către John Herschel.